# The Beatstalkers
The Beatstalkers waren eine britische Beatband der 1960er-Jahre.
Die Band bestand aus Davie Lennox (Gesang), Eddie Campbell (Orgel), Ronnie Smith (Gitarre und Gesang), Alan Mair (Bass) und Tudge Williamson (Schlagzeug), der in den späten 1960ern durch Jeff Allen ersetzt wurde. Sie veröffentlichten zwischen 1962 und 1969 insgesamt sieben Singles, standen von 1965 bis 1966 bei Decca und anschließend bei CBS unter Vertrag. Produziert wurden sie von Denny Cordell.
Als 1969 ihr Tourbus mit dem kompletten Equipment gestohlen wurde, bedeutete dies das Ende der Band. Jeff Allen spielte später noch für East of Eden, Alan Mair für The Only Ones. Im Dezember 2005 gab es mit allen Originalmitgliedern ein Reunion-Konzert im Barrowland Ballroom in Glasgow.

## Diskografie
- 1965: Everbody’s Talking ’bout My Baby / Mr. Disappointed (Decca F 12259)
- 1966: Left Right Left / You’d Better Get a Better Hold On (Decca F 12352)
- 1966: A Love Like Yours / Base Line (Decca F 12460)
- 1967: My One Chance to Make It / Ain’t Got No Soul (CBS 2732)
- 1967: Silver Treetop School for Boys / Sugar Chocolate Machine (CBS 3105)
- 1968: Rain Coloured Roses / Everything Is for You (CBS 3557)
- 1969: When I’m Five / Little Boy (CBS 3936)